# جورج فلويد
جورج بيري فلويد الابن (بالإنجليزية: George Perry Floyd Jr.) (14 أكتوبر 1973 – 25 مايو 2020)، رجلٌ أمريكي من أصل أفريقي قتلته الشرطة في أثناء اعتقاله في مدينة منيابولس بولاية مينيسوتا في 25 مايو 2020. سرعان ما انتشرت احتجاجات عبر الولايات المتحدة ردًا على وفاة فلويد، وعلى نطاق أوسع بسبب عدائية الشرطة مع ذوي البشرة السوداء، لتصبح عالمية فيما بعد.
نشأ فلويد في هيوستن بولاية تكساس. لعب كرة القدم الأمريكية وكرة السلة طوال مرحلتي المدرسة الثانوية والجامعة. كان فلويد عاملًا ذا ياقة زرقاء، وكان فنان هيب هوب في هيوستن، ومرشدًا نشطًا في مجتمعه الديني. لاحقًا، اعتُقل بتهمة حيازته المخدرات وارتكابه جرائم أخرى؛ في 2009، حُكم عليه بالسجن لأربع سنوات بعد صفقة مع الادعاء بالإقرار بالذنب بتهمة سطوٍ مسلح. وحسب التحقيقات، فقد وجّه فلويد مسدسًا في أثناء سطوه إلى بطن امرأة.
في 2014، انتقل فلويد إلى منيابولس، منطقة مينيسوتا، لأنه وجد عملًا في وظيفتين إحداهما كسائق شاحنة والأخرى كحارس أمن. في 2020، فقدَ وظيفته الأمنية في أثناء جائحة كوفيد19 التي ضربت الولاية-. مات فلويد بعد اعتقاله بتهمة استخدام نقود مزورة لشراء السجائر؛ جثم ديريك تشافين، رجل شرطة أبيض، على عنقه لنحو تسع دقائق ما أدى إلى موته. أدّت وفاة فلويد بالإضافة إلى سلوك رجال الشرطة المرتبطة بمقتله إلى انتشار احتجاجات «حياة السود مهمة» عبر العالم، والتي نادت بإصلاح الشرطة وبتشريعٍ لحلّ عدم المساواة العرقية.

## النشأة والتعليم
وُلد جورج بيري فلويد. جونيور في فاييتفيل، كارولينا الشمالية لجورج بيري ولارسينيا «سيسي» جونز فلويد، وترعرع في كوني هومز في الجناح الثالث من هيوستن، تكساس، حيٌّ أسود تاريخي، وإحدى أفقر المناطق في المدينة يُعرف باسم «الطوب». كان لدى فلويد ستة أشقاء.
انفصل والدا فلويد، وعندما بلغ العامين انتقلت أمه مع أطفالها إلى مساكن كوني هومز العامة ذات الطوب الأحمر. حوى الجناح الثالث من المدينة العديد من العائلات المهددة بالفقر والمخدرات والعصابات والعنف. لُقّب فلويد بـ بيري عندما كان طفلًا، ولُقّب أيضًا بلقب بيغ فلويد «فلويد العملاق»: إذ بلغ طوله ما زاد عن ستة أقدام، كان يرى في الرياضة وسيلة لتحسين حياته.
في مدرسة ييتس الثانوية، لعب فلويد في فريق كرة السلة كلاعب هجومٍ قوي الجسم، وكطرفٍ ضيقٍ في فريق كرة القدم الأمريكية ساعد في قيادة الفريق إلى بطولة ولاية تكساس في عام 1992؛ تخرج في عام 1993. أسس فلويد فريق كرة القدم المنتخب في الصف التاسع، وكان أيضًا في الصف العاشر قائدًا مشاركًا في فريق كرة السلة.
كونه الأول من إخوته الذي يذهب إلى الكلية، التحق فلويد بكلية ساوث فلوريدا المجتمعية لسنتين في منحة دراسية لكرة القدم، ولعب أيضًا في فريق كرة السلة. صرّح مُعيّنُهُ جورج والكر: «عندما كان مبتدئًا سجل 12-14 هدفًا و7-8 هجمة مرتدة. انتقل فلويد إلى جامعة تكساس آر آند إم في كينغزفيل في تكساس في عام 1995، حيث لعب أيضًا كرة السلة قبل اعتزالها. لقّبه أصدقاؤه والعائلة بـ بيري، ووصفوه بـ «العملاق اللطيف». بلغ طوله ستة أقدام وأربعة إنشات (193 سنتيمترًا)، وبلغ وزنه 223 باوندًا (101 كيلوغرام).

## حياته اللاحقة
عاد فلويد إلى هيوستن من جامعة كينغزفيل، تكساس في عام 1995 ليصبح متخصص سياراتٍ وليلعب في نادي كرة السلة. بدءًا من عام 1994، عمل مغنيَ راب باسمه الفني «بيغ فلويد» في مجموعة الهيب هوب «سكرود آب كليك». وصف كاتبٌ في صحيفة نيويورك تايمز إيقاعات صوته العميق بأنها «هادفة»، وذلك في أغنية السلو موشن «تشوبن بلادز» -بقيادة سيارات ذات إطارات ضخمة- وألبومه «ثيرد وورد برايد».
بين عامي 1997 و2005، قُبض على فلويد لثماني مرات بتهم حيازة المخدرات والسرقة واعتداءاتٍ سُجن بسببها على التتالي لمدة ستة أشهر، عشرة أشهر وعشرة أيام، 15 يومًا، ثلاثين شهرًا. بعد ذلك، في 2009، أقرّ بأنه مذنب في قضية سطو مُشدد عام 2007 بسلاح قاتل وسُجن لخمس سنوات. أُطلق سراحه في يناير 2013 بعد قضائه نحو أربع سنوات في وحدة ديبول.
بعد إطلاق سراحه، أصبح فلويد أكثر ارتباطًا بكنيسة القيامة في هيوستن حيث كان يرشد الشباب. ساعد والدته «سيسي» في ممارسة الرياضة والتعافي بعد إصابتها بسكتة دماغية. كان يقدم وجبات الطعام، ويساعد في مشاريع أخرى في مؤسسة إينجل باي نيتشر، لمؤسسها مغني الراب تري ذا تروث. ولاحقًا، انخرط في العمل بمؤسسة تُعنى بجلب الرجال من الجناح الثالث إلى مينيسوتا في برنامج عمل الكنيسة مع خدمات إعادة تأهيل مدمني المخدرات والتعيين الوظيفي.
في 2014، انتقل فلويد إلى ولاية مينيسوتا باحثًا عن عمل. عمل كسائق شاحنة ورجل أمن، وعاش في مدينة سانت لويس بارك. في 2017، صوّر فيديو ضد عنف السلاح. من 2017 إلى 2018، عمل رجل أمن في مركز هاربور لايت التابع لجيش الخلاص. عام 2020، فقدَ وظيفته الأمنية في حانة ومطعم إثر قوانين جائحة كوفيد-19 في الولاية. في أبريل، أصيب بعدوى كوفيد-19، واستعاد عافيته بعد عدة أسابيع.
لدى فلويد خمسة أبناء بينهما ابنتان (تتراوح أعمارهم بين 16 و22) في هيوستن، وابن بالغ في بريان، تكساس. تعيش شريكته السابقة في هيوستن مع ابنته الصغرى. لدى فلويد أيضًا حفيدان. حطّم حسابه على منصة غوفاندمي لتغطية نفقات جنازته وإعانة عائلته الرقمَ القياسي للموقع للتبرعات الفردية. عانى فلويد أيضًا من أمراض القلب وارتفاع ضغط الدم، وكان يدخن بانتظامٍ التبغ والماريجوانا.

## وفاته
في 25 مايو 2020، قُبض على فلويد بتهمة تمرير ورقة نقدية مزورة من فئة 20 دولارًا في محل بقالة في حي باودر هورن بارك في منيابولس. حسب موظف المتجر، كانت الورقة مزيفة بشكل واضح وقد رفض فلويد إعادة السجائر التي اشتراها بعد أن كُشف أمره.
مات فلويد بعد أن جثم ديريك تشافين، رجل شرطة أبيض، بركبته على عنقه لنحو تسع دقائق في أثناء اعتقاله. كان فلويد في الشارع مكبل اليدين ووجهه إلى الأسفل ملامسًا أرضية الشارع، إذ قيّده ضابطان آخران، ومنع ثالثٌ المتفرجين من التدخل. خلال الدقائق الثلاث الأخيرة من الدقائق التسع، بقي فلويد بلا حراك ولم يكن لديه نبض، لكن الشرطة لم تحاول أبدًا إنقاذ حياته. أبقى تشافين ركبته على عنق فلويد حالما وصل فنيو الطوارئ الطبية في محاولةٍ لمعالجته.
عَدَّ تشريح الجثة الرسمي وفاة فلويد جريمة قتل عزاها إلى سكتة قلبية رئوية سبّبها الإخضاعُ والضغط. وجد اختصاصي السموميات عدة مؤثرات نفسية أو مستقلباتٍ في نظامه، وقد لاحظ الطبيب الشرعي عليه سُكر الفينتانيل واستخدامًا حديثًا للميثامفيتامين ساهمَ - وإن لم يكن السبب الرئيس - بشكل كبير في وفاته. وجد تشريح آخر للجثة، بتكليف من عائلة فلويد أجراه الطبيب مايكل بيدن - دون الوصول إلى عينات مختلفة من الأنسجة والسوائل - أنَّ «الأدلة تتفق مع كون الاختناق الميكانيكي سببًا» للموت، مع الضغط على الرقبة الذي أدى إلى الحد من تدفق الدم إلى الدماغ، والضغط على الظهر الذي أعاق التنفس.
بعد موت فلويد، نُظّمت احتجاجات على مستوى العالم ضد وحشية ضباط الشرطة مع السود المشتبه بهم وعدم مساءلة الشرطة. اندلعت الاحتجاجات في منيابولس في اليوم التالي لوفاة فلويد وامتدت لتشمل أكثر من 400 مدينة عبر الولايات المتحدة الخمسين ودوليًا.

## جورج فلويد في الفن
بالتزامن مع حلول الذكرى السنوية الرابعة لمقتل فلويد، أعلن عن التحضير لفيلم سيرة ذاتية يروي قصة حياة جورج فلويد. وذكر موقع "ديدلاين" أن غريغوري أندرسون سيتولى كتابة سيناريو الفيلم المُنتظر الذي يحمل عنوان "أبي غيّر العالم"، والذي سيقدّم الجانب الآخر المخفي من حياة فلويد.

## روابط خارجية
- جورج فلويد على موقع IMDb (الإنجليزية)
- جورج فلويد على موقع IMDb (الإنجليزية)
- جورج فلويد على موقع ميوزك برينز (الإنجليزية)
- جورج فلويد على موقع أول ميوزيك (الإنجليزية)
- جورج فلويد على موقع ديسكوغز (الإنجليزية)
- جورج فلويد على موقع قاعدة بيانات الفيلم (الإنجليزية)
- جورج فلويد على موقع كينوبويسك (الروسية)